# Мишинский сельсовет
Мишинский сельсовет — упразднённая административно-территориальная единица, существовавшая на территории Рязанской губернии и Московской области до 1954 года.
Мишинский сельсовет был образован в первые годы советской власти. В конце 1920-х годов он входил в состав Зарайской волости Зарайского уезда Рязанской губернии.
В 1929 году Мишинский с/с был отнесён к Зарайскому району Коломенского округа Московской области.
17 июля 1939 года к Мишинскому с/с был присоединён Клепальниковский с/с (селение Клепальники).
12 апреля 1952 года селение Клепальники Мишинского с/с было передано в Ильицинский с/с.
14 июня 1954 года Мишинский с/с был упразднён. При этом его территория была передана в Беспятовский с/с.